# インクレディコースター
インクレディコースター（The Incredicoaster）とは、ディズニー・カリフォルニア・アドベンチャーにあるローラーコースタータイプのアトラクションである。ここでは前のアトラクションの「カリフォルニア・スクリーミン（California Screamin' ）」についても記述する。

## 概要
| インクレディコースター The Incredicoaster | インクレディコースター The Incredicoaster | インクレディコースター The Incredicoaster | インクレディコースター The Incredicoaster |
| ----------------------------------------- | ----------------------------------------- | ----------------------------------------- | ----------------------------------------- |
| オープン日                                | オープン日                                | 2018年6月23日                             | 2018年6月23日                             |
| スポンサー                                | スポンサー                                | なし                                      | なし                                      |
| 所要時間                                  | 所要時間                                  | 約3分                                     | 約3分                                     |
| 定員                                      | 定員                                      | 24名（4名×6両/編成）                      | 24名（4名×6両/編成）                      |
| 利用制限                                  |                                           | 122cm以上                                 | 122cm以上                                 |
| ファストパス                              | ファストパス                              |                                           | ○                                         |
| シングルライダー                          | シングルライダー                          |                                           | ○                                         |

「インクレディコースター（The Incredicoaster）」は2018年6月23日にカリフォルニア・スクリーミンをリニューアルする形でオープンしたローラーコースタータイプのアトラクションである。映画「Mr.インクレディブル」シリーズをテーマとしている。ピクサー・ピアのメインのアトラクションであり、ディズニーランド・リゾートで唯一の、宙返りするローラーコースタータイプのアトラクション。乗り場以外のレールは全て屋外にある。スタート直後にリニアモーターにより最高速度90km/hまで加速するが、これは世界のディズニーパークのアトラクションの中でも極めて速い速度である。その後アップダウンを繰り返し、途中で太陽のシンボルの前で360度宙返りする。

### あらすじ
地元の人たちがMr.インクレディブルらパー一家に感謝のしるしとしてローラーコースター「インクレディコースター」をプレゼントすることに。一家はインクレディコースターの発表会に出席できるとしり大興奮。そこには、ジャック・ジャックのお守りを喜んで引き受けた、スーパーヒーロー用特殊服のデザイナー、エドナ・モードも同席します。ところが、エドナの目を盗んで、この予測不可能な赤ちゃんが逃げ出したことで、事態は急展開。ジャック・ジャックは、トンネルからトンネルへとテレポーテーションしながらさまざまな超能力を発揮し、大混乱を引き起こすことに…

## カリフォルニア・スクリーミン
| カリフォルニア・スクリーミン California Screamin' | カリフォルニア・スクリーミン California Screamin' | カリフォルニア・スクリーミン California Screamin'                          | カリフォルニア・スクリーミン California Screamin'                          |
| ------------------------------------------------- | ------------------------------------------------- | -------------------------------------------------------------------------- | -------------------------------------------------------------------------- |
| オープン日                                        | オープン日                                        | 2001年2月9日（ディズニー・カルフォルニア・アドベンチャーと同時にオープン） | 2001年2月9日（ディズニー・カルフォルニア・アドベンチャーと同時にオープン） |
| クローズ日                                        | クローズ日                                        | 2018年1月8日                                                               | 2018年1月8日                                                               |
| スポンサー                                        | スポンサー                                        | なし                                                                       | なし                                                                       |
| 所要時間                                          | 所要時間                                          | 約3分                                                                      | 約3分                                                                      |
| 定員                                              | 定員                                              | 24名（4名×6両/編成）                                                       | 24名（4名×6両/編成）                                                       |
| 利用制限                                          |                                                   | 122cm以上                                                                  | 122cm以上                                                                  |
| ファストパス                                      | ファストパス                                      |                                                                            | ○                                                                          |
| シングルライダー                                  | シングルライダー                                  |                                                                            | ○                                                                          |

宙返りする場所である太陽のシンボルは、以前はミッキーのシルエットだったが、ディズニー・カリフォルニア・アドベンチャー全体のリニューアルの際に変更された。パーク内でも人気のアトラクションであるが、夜になるとパラダイス・ピア一帯で行われるワールド・オブ・カラーのため運営が終了される。* 2010年から、乗り場での安全に関する放送がニール・パトリック・ハリスによるものに変更された。
2018年夏に「インクレディコースター（The Incredicoaster）」としてリニューアルオープンするために2018年1月8日にクローズした。